# Anton Slodnjak
Anton Slodnjak (* 13. Juni 1899 in Bodkovci, Untersteiermark, Österreich-Ungarn (heute zur Gemeinde Juršinci, Slowenien); † 13. März 1983 in Ljubljana) war ein jugoslawischer Schriftsteller, Herausgeber, Literaturwissenschaftler und -historiker.

## Leben
Slodnjak studierte nach dem Besuch des humanistischen Gymnasiums (1912–1920) Slawistik an der Universität Ljubljana. 1925 promovierte er mit einer Arbeit über Davorin Trstenjak. Von 1925 bis 1927 studierte er als Stipendiat an der Jagiellonen-Universität in Krakau, im zweiten Jahr war er dort auch Lektor für slowenische Sprache.
Von 1927 bis 1945 war Slodnjak Professor für slowenische Sprache an der Trgovska akademija (Handelsakademie) in Ljubljana. Während des Zweiten Weltkrieges war er in der Osvobodilna Fronta aktiv und kam deshalb dreimal in Haft. Von 1945 bis 1947 war er Leiter der Abteilung für Berufsbildung im Ministerium für Handel und Versorgung. Ab 1947 war er Professor am slowenischen Institut der Universität Zagreb, ab 1950 Professor für slowenische Literatur an der Kunstakademie Ljubljana. Von 1953 bis 1959 leitete er dort das Institut für slawische Philologie.
1959 aus politischen Gründen vorzeitig pensioniert, arbeitete er zunächst als Dolmetscher an der Goethe-Universität in Frankfurt und hatte dort von 1962 bis 1965 eine Gastprofessur inne. Danach kehrte er nach Jugoslawien zurück.
Slodnjak ist Autor und Herausgeber zahlreicher Studien, Monographien und lexikographischer Werke zur slowenischen Literatur. Seine 1958 auf Deutsch erschienene Geschichte der slowenischen Literatur war fast fünfzig Jahre lang die einzige in deutscher Sprache zugängliche Gesamtdarstellung der slowenischen Literaturgeschichte. Neben dramatischen Versuchen, die nicht veröffentlicht wurden, verfasste Slodnjak u. a. drei biographische Romane über France Prešeren (Neiztrohnjeno srce), Fran Levstik (Pogine naj - pes!) und Ivan Cankar (Tujec).
Für Pogine naj - pes! wurde Slodnjak 1948 mit dem Prešeren-Preis ausgezeichnet.

## Werke (Auswahl)
- Geschichte der slowenischen Literatur, West-Berlin 1958